# 建築学概論
『建築学概論』（けんちくがくがいろん、原題：건축학개론）は、2012年公開の韓国の映画。韓国国内での観客動員数は400万人を超え、韓国の恋愛映画として歴代1位の興行記録を塗り替えた。監督のイ・ヨンジュは、自身も延世大学で建築学を専攻し、建築士として10年間働いた経験を持つ。

## あらすじ
建築学科に通う大学生スンミン（イ・ジェフン）は、建築学概論の授業で音楽科の学生ソヨン（ペ・スジ）と出会う。授業の課題を一緒にこなしていく過程で2人の距離は縮まっていくが、恋に奥手なスンミンは自分の想いを告白することができないまま、小さな誤解から2人は疎遠になってしまう。
15年後、建築士となったスンミン（オム・テウン）のもとに突然ソヨン（ハン・ガイン）が現れ、「自分が建てる家を設計してほしい」と頼まれる。家を設計していく中で15年前の記憶が甦り、2人に新たな感情が生まれ始める。

## 登場人物
※括弧内は日本語吹替
- スンミン：オム・テウン（徳本英一郎）
- ソヨン：ハン・ガイン（森千亜紀）
- 大学生時代のスンミン：イ・ジェフン（波多野和俊）
- 大学生時代のソヨン：ペ・スジ（北村妙子）
- ナプトゥク（納得君）：チョ・ジョンソク（三宅貴大）
- チェウク：ユ・ヨンソク

## ソヨンの家
作中で済州島に建てられるソヨンが父のために建てた家は撮影終了後に一旦は取り壊されるも、本作の大ヒットを受け、2013年3月27日に " カフェ ソヨンの家 " としてオープンした。店内には、撮影で実際に使われた小物や映画のポスターなどが展示されており、済州島の新たな観光名所として期待を集めている。

## 備考

### リメイク版の制作断念
日本において、本作品のリメイク版映画である『恋に落ちた家』を山下智久主演で製作することが2021年11月に定額制動画配信サービスのNetflixから発表されていたが、2022年6月に同作の製作を中止することを同社が発表した。

## 受賞
- 第33回青龍映画賞新人男優賞：チョ・ジョンソク [5]